# 豊田沖人
豊田 沖人（とよだ おきと、1945年3月7日 - ）は、NHKの元英語アナウンサー、教育者、研究者、BBCワールドニュース放送番組審議会委員。

## 人物
東京都港区青山を本籍に持ち、疎開先の神奈川県葉山一色で生まれる。カリフォルニア大学ロサンゼルス校大学院（東洋学部 日本文学専攻）修了後、1971年、NHK入局と同時に国際局の英語アナウンサーに。Radio Japanの英語ニュースを中心に、幅広く番組の司会や制作を担当した。その後、アメリカABC放送のWorld News Nowでは、東京からのマーケット情報を伝えるNHK制作のコーナー、「Asia Business Now」のキャスターも務める。1998年、退職と同時に武蔵工業大学（現東京都市大学)へ。その後、同校の教授となる。

## エピソード
- 狂言が趣味で、自ら演じることもある。また、バンジョーを弾くことができる[2]。

## 担当番組

### 過去
- Radio Japan News
- Radio Japan Hello from Tokyo
- やさしい日本語
- 昭和天皇大崩の礼実況中継
- 皇太子殿下結婚の儀実況中継
- 広島平和式典中継
- Asia Business Now (ABC World News Now内で放送)